# Aserbajdsjan ved sommer-OL 2000
Aserbajdsjan deltog i Sommer-OL 2000 i Sydney, som blev arrangeret i perioden 15. september til 1. oktober 2000.

## Medaljer
| 2000 Sydney  | Guld | Sølv | Bronze | Total |
| Aserbajdsjan | 2    | 0    | 1      | 3     |